# Rathaus (Eppingen)

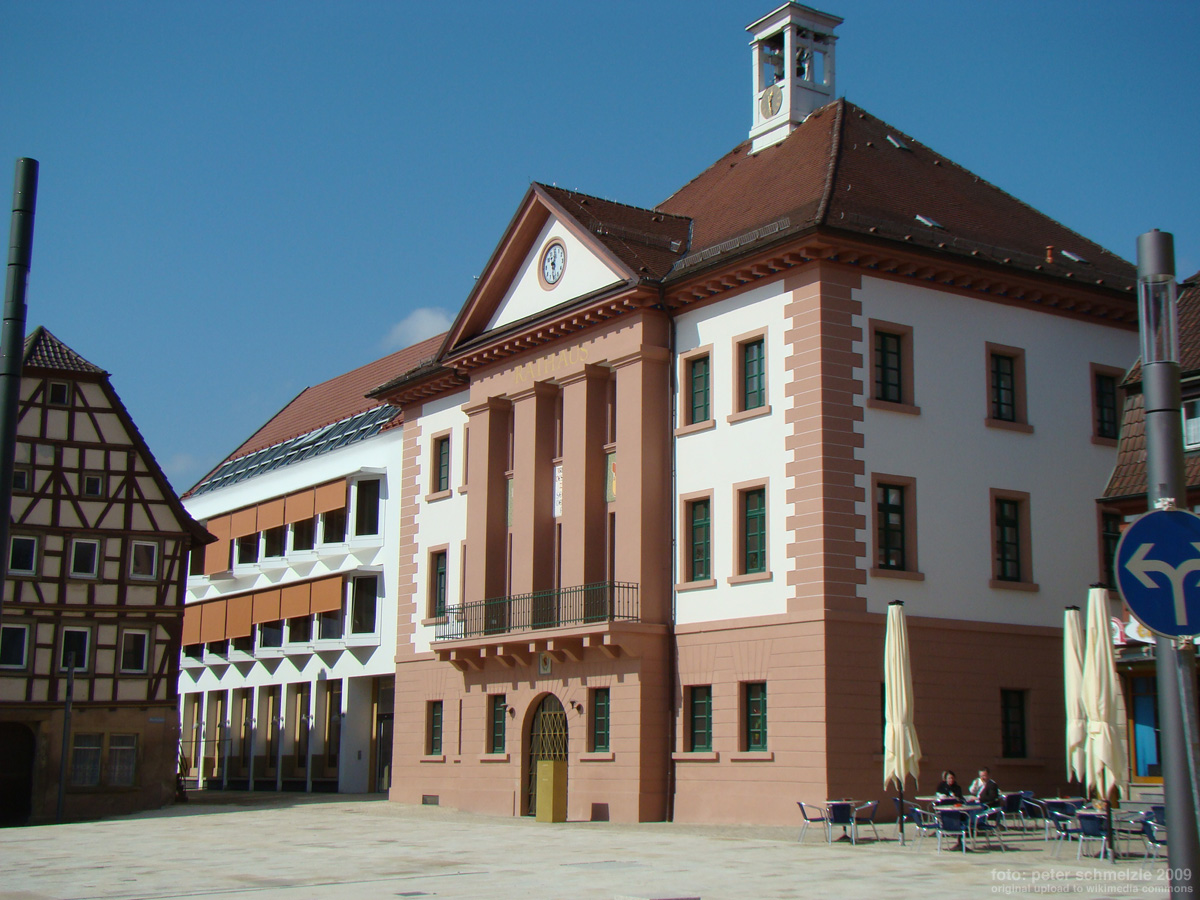
Rathaus in Eppingen

Das Rathaus in Eppingen im Landkreis Heilbronn im nördlichen Baden-Württemberg wurde 1824/25 nach Plänen des badischen Baurats Karl August Schwarz durch den Eppinger Werkmeister Franz Auchter im Weinbrenner-Stil errichtet. Das Gebäude am Marktplatz hatte ein älteres, einsturzgefährdetes Rathaus an anderer Stelle ersetzt. Südwestlich an das 2007 renovierte Gebäude schließt sich ein moderner Erweiterungsbau an. Sowohl für die Sanierung des bestehenden Rathauses als auch für den im Juni 2007 fertiggestellten Neubau zeichnet das Stuttgarter Architekturbüro Lederer+Ragnarsdóttir+Oei verantwortlich. Ein zweiter Erweiterungsbau wurde im September 2010 eingeweiht.

## Geschichte
Das mittelalterliche alte Rathaus von Eppingen befand sich in der historischen Altstadt, die im 16./17. Jahrhundert um die sogenannte Vorstadt erweitert wurde, in der man auch den Vorläufer des heutigen Marktplatzes angelegt hat. Wegen der schlechten baulichen Verfassung des alten Rathauses beschloss der Rat der Stadt bereits 1780 einen Neubau. Alle für Bauzwecke verfügbaren Mittel flossen zu jener Zeit jedoch in den Straßenbau, so dass der Rathausneubau vorläufig nicht weiter verfolgt wurde. 1787 beantragte der Rat bei der kurpfälzischen Regierung in Heidelberg den Erwerb eines Altbaus am Marktplatz, den man abzureißen gedachte, um an jener Stelle den Rathausneubau zu erstellen. Der Kauf wurde zwar genehmigt, doch wohl aufgrund der politischen Lage in Südwestdeutschland nach Ausbruch der französischen Revolution von 1789 wie auch der steigenden hohen Verschuldung der Stadt Eppingen wurden die Neubaupläne nicht weiter fortgeführt. 1813 war die Verwaltung immer noch im alten Rathaus untergebracht, das vom Kreisdirektor des Pfinz- und Enzkreises als einsturzgefährdet und lebensgefährlich bezeichnet wurde, so dass das Direktorium dem Amt Bretten den unverzüglichen Abriss des Gebäudes und Planungen für einen Neubau befahl. Der Eppinger Rat wurde angewiesen, seine Sitzungen unterdessen in einer anderen Lokalität abzuhalten.
Der Karlsruher Architekt Weiß legte 1814 einen ersten Bauplan für ein neues Rathaus am Marktplatz vor, dessen Bausumme sich auf 7477 Gulden belaufen sollte. Gegen die Planungen gab es Einwände verschiedener Anwohner des Marktplatzes, die Schäden an ihren Gebäuden und Einschränkungen des Marktbetriebs befürchteten. Einige Anwohner boten auch ihre Anwesen zum Kauf an. Die Einwände wurden als unbegründet abgewiesen. Gleichwohl erbat sich die Stadt, den Baubeginn bis 1816 aufzuschieben, da man abermals alle Geldmittel zuerst für den Straßenbau verwenden müsse. Doch auch nach Ende des Aufschubs begann man nicht mit dem Neubau.
Das alte Rathaus war unterdessen im Januar 1814 für 783 Gulden auf Abbruch verkauft worden, der Rat tagte in einem angemieteten Ausweichquartier. Am 4. November 1819 beantragte der Eppinger Rat beim Kreisdirektorium in Durlach, das noch nicht abgerissene alte Rathaus doch wieder instand zu setzen, um dadurch die jährlich anfallenden 80 Gulden Miete für das Ausweichquartier zu sparen. Das Kreisdirektorium wies den Vorschlag jedoch zurück und drängte auf den Abriss des Altbaus, der letztlich bis zum Juli 1820 auch vollzogen wurde. Das Kreisdirektorium wies die Stadt außerdem an, das am Marktplatz gelegene Anwesen der jüdischen Kaufleute Regensburger zu erwerben, das diese bereits 1814 zum Kauf angeboten hatte, um genügend Fläche zur Errichtung des Rathausneubaus und zur Neufassung des Marktplatzes zur Verfügung zu haben. Die Neugestaltung des Marktplatzes war erforderlich, da der Platz seinerzeit in schlechtem Zustand war. Er war teilweise von Ställen und einem städtischen Wachthaus überbaut, und die Anwohner hatten auch ihre Misthaufen dort.
Für neuerliche Planungen des Rathausneubaus bat man von Eppinger Seite um die Entsendung des Landbaumeisters Karl August Schwarz von der Bauinspektion in Bruchsal, der als gefragter Architekt jedoch noch anderweitig verpflichtet war und seine Planungen in Eppingen erst 1823 aufnehmen konnte. Im Juli 1823 kam man überein, den Neubau an der Stelle des alten Kellerplatzes und des Keltergebäudes sowie des Anwesens der Brüder Regensburger zu errichten. Schwarz erstellte die nötigen Planungen und veranschlagte die Baukosten auf 11.000 Gulden. Baupläne und -kosten wurden von der Kreisdirektorium in Durlach genehmigt. Danach wurden die Bauleistungen ausgeschrieben, für die der Eppinger Werkmeister Franz Auchter um 11.590 Gulden den Zuschlag erhielt. Auchter erhielt im Juli 1823 auch den Auftrag zum Abbruch des Regensburgerschen Hauses und der Kelter, um das Baugelände vorzubereiten, außerdem auch den Auftrag zum Bau einer neuen städtischen Kelter als Ersatz für die abgerissene.
Der genaue Zeitpunkt des Beginns des Rathausneubaus ist unbekannt, scheint aber ohne weiteren Aufschub nach Abriss der Altbebauung erfolgt zu sein. Im Spätjahr 1824 war der Rohbau fertiggestellt, im Jahr 1825 erfolgte dann der Innenausbau, der mit der Einweihung des Gebäudes am 25. August 1825 beendet war. Bis auf die Glaserarbeiten wurden alle Bauarbeiten von Eppinger Handwerkern ausgeführt. Manche Hilfsarbeiten wie die Beifuhr von Materialien mussten auch als Frondienst aus der Bürgerschaft geleistet werden. Mit dem Bau des Gebäudes ging die Umgestaltung und Befestigung des Marktplatzes einher, auf dem alle bisherigen Ställe und Gebäude abgerissen wurden, damit eine große Freifläche entstand. Zur Einweihung des Rathauses erging eine Verordnung, die künftig das Ablagern von Misthaufen vor den Gebäuden längs der Eppinger Hauptstraßen bei Strafe verbot, womit man auch erwirkte, dass der neue Marktplatz von entsprechenden Ablagerungen freigehalten wurde.
Das Rathaus hatte ursprünglich kein Glockentürmchen, da sich am nahen Pfeifferturm einst eine Turmuhr befand. Als der auch als Gefängnis genutzte Pfeifferturm 1827 umgebaut wurde, fiel dessen Uhrenstube den Umbauten zum Opfer. Daraufhin beschloss man, die Uhr an einem Glockentürmchen auf dem Rathaus anzubringen. In dem 1830 ergänzten Glockentürmchen wurde eine 1414 gegossene Glocke aufgehängt, die ursprünglich in der Leonhardskapelle auf dem Friedhof und ab 1701 im 1813 abgerissenen Vorstädter Torturm hing. Die bis heute erhaltene Glocke entging wegen ihres hohen Alters den Glockenablieferungen beider Weltkriege.